# Menadžment kategorije proizvoda
Menadžment kategorije proizvoda (eng Category Management) je metod odnosno poslovna praksa da se odluke o nabavci donose tako što se imaju u vidu svi artikli koji rešavaju neki problem tj. udovoljavaju nekoj potrebi potrošača. Grupisanje proizvoda se obavlja tako što recimo u kategoriju uvrstimo sve proivode koji spadaju u domen nege kose (šamponi, balsami, boje itd). Tako grupisani se nude kupcima u cilju povećanja njihove ukupne privlačnosti.

## Literatura
- Zoran Bogetić, „Menadžment kategorije proizvoda“